# 名古屋市立本地丘小学校
名古屋市立本地丘小学校（なごやしりつほんじがおかしょうがっこう）は愛知県名古屋市守山区本地が丘にある市立小学校。

## 沿革
- 1973年 (昭和48年） - 名古屋市立大森小学校分校として設立
- 1974年 (昭和49年） - 名古屋市立大森小学校分校が名古屋市立本地丘小学校として独立

## 教育目標
健全な心と体をもち、自他ともに豊かな生活をするために、何をすべきかを考え続ける児童の育成を目指す。
- 向上心をもち、常によりよい方向を目指す児童
- 豊かな心をもち、善悪の判断をして行動する児童
- 心身ともに健康で、活力ある児童

## 学区
- 本地が丘[2]

## 交通アクセス

### 鉄道
- 名古屋市営地下鉄東山線 藤が丘駅・名鉄瀬戸線 印場駅から、徒歩22分

### 路線バス
- 名古屋市営バス、あさぴー号（尾張旭市コミュニティバス）「本地住宅」バス停から徒歩5分。